# Dicranum nietneri
Dicranum nietneri är en bladmossart som beskrevs av C. Müller 1869. Dicranum nietneri ingår i släktet kvastmossor, och familjen Dicranaceae. Inga underarter finns listade i Catalogue of Life.